# Hrabovec nad Laborcom
Hrabovec nad Laborcom (in ungherese Izbugyarabóc, in tedesco Hrabowitz) è un comune della Slovacchia facente parte del distretto di Humenné, nella regione di Prešov.
Hrabovec viene citato per la prima volta nel 1463 (con il nome di Harb). All'epoca era un feudo della potente famiglia locale dei conti Izbugyay. Nel XIX secolo passò ai Dessewffy. Nel 1944 le truppe naziste bruciarono il villaggio in rappresaglia contro gli attentati delle bande partigiane locali.